# 劉亭佑
劉亭佑（Liu Ting-Yu，1980年9月11日—），台湾電影製片人，參與過聯合行銷電影《情非得已之生存之道》、《艋舺》（鈕承澤執導）、《愛love》（鈕承澤執導）、《缺角一族》（江豐宏執導）等作品。
2016年創立奧瑪優勢傳媒及海王天璽文化傳媒，曾擔任《最完美的女孩》、《天使曾經來過》、《王牌教師麻辣出擊》、《寒單》等出品人及監製工作。監製作品《寒單》提名2019台北電影節11項大奬。
2021年投資中國內地市場網路劇取得不錯成績

## 電影行銷作品
| 年份   | 片名                                           |
| ------ | ---------------------------------------------- |
| 2008年 | 《情非得已之生存之道》 鈕承澤 張鈞甯           |
| 2010年 | 《艋舺》 趙又廷 阮經天                         |
| 2012年 | 《愛love》 彭于晏 趙又廷 阮經天 舒淇 趙薇      |
| 2015年 | 《缺角一族》 陳嘉樺Ella 林柏宏                 |
| 2016年 | 《最完美的女孩》 李毓芬 張睿家                 |
| 2018年 | 《王牌教師麻辣出擊》 謝祖武 林美秀 九孔 杜季祥 |
| 2019年 | 《寒單》 鄭人碩 胡宇威 高捷 楊貴媚             |

## 電影出品監製作品
| 年份   | 片名                 |
| ------ | -------------------- |
| 2016年 | 《最完美的女孩》     |
| 2018年 | 《王牌教師麻辣出擊》 |
| 2018年 | 《艋舺2英雄赤女》    |
| 2019年 | 《寒單》             |